# Órgãos dos sentidos
Órgãos dos sentidos é um conjunto de órgãos receptores externos de estímulos sensoriais. As suas funções são transformar os estímulos (luz, som, calor, pressão, sabor) em impulsos nervosos, onde esses percorrem as células nervosas até o centro nervoso, o cérebro (receptor interno). O cérebro traduz, interpreta e transforma os impulsos nervosos em sensações de quente, frio, de sabores, de cheiros, de sons, de percepção de luminosidade (claro ou escuro) ou de distinção de cores.
- Visão

É a capacidade de visualizar  objetos e pessoas. O olho que é protegido pelas pálpebras, cílios que eliminam parte da poeira, sobrancelhas e as glândulas lacrimais. Capta a imagem e envia para o cérebro, para que se faça o reconhecimento e interpretação.
- Olfato

Sentido relacionado à capacidade de sentir o cheiro das coisas. O nariz humano possui a capacidade de captar os odores do meio externo. Estes cheiros são enviados ao cérebro que efetua a interpretação.
- Audição

É a capacidade de ouvir os sons (vozes, ruídos, barulhos, músicas) provenientes do mundo exterior. O ouvido capta as ondas sonoras e as envia para que o cérebro faça a interpretação daquele som.
- Tato

É o sentido que permite ao ser humano sentir o mundo exterior através do contato com a pele. Abaixo da pele humana existem neurónios sensoriais. Quando a informação chega ao cérebro, uma reação pode ser tomada de acordo com a necessidade ou vontade.
- Paladar

Este sentido (capacidade) permite ao ser humano sentir o gosto (sabor) dos alimentos e bebidas. Na superfície de nossas línguas existem milhares de papilas gustativas. São elas que captam o sabor dos alimentos e enviam as informações ao cérebro, através de milhões de neurónios.